# Groupe H des éliminatoires de la Coupe d'Afrique des nations de football 2019
Le groupe H des qualifications à la Coupe d'Afrique des nations de football 2019 est une compétition qualificative pour la phase finale de la Coupe d'Afrique des nations de football 2019. Les deux équipes qui termineront en tête du groupe seront qualifiées pour la CAN qui se déroule en juin 2019. Ce groupe est composé de la Côte d'Ivoire, de la Guinée, de la République centrafricaine et du Rwanda. La Guinée et la Côte d'Ivoire se qualifient à l'issue de la 5e journée, en étant assurées de terminer aux deux premières places du groupe.

## Tirage au sort
Le tirage au sort se déroule le 12 janvier 2017 à Libreville. Les 51 sélections africaines sont classées dans cinq chapeaux selon un classement CAF construit à partir des résultats dans les CAN précédentes.
Le tirage au sort désigne les équipes suivantes dans le groupe H :
- Chapeau 1 : Côte d'Ivoire (1re du classement CAF)
- Chapeau 2 : Guinée (14e du classement CAF)
- Chapeau 3 : République centrafricaine (34e du classement CAF)
- Chapeau 4 : Rwanda (41e du classement CAF)

## Classement
| Rang | Équipe        | Pts | J | G | N | P | Bp | Bc | Diff |  | Résultats (▼ dom., ► ext.) |     |     |     |     |
| ---- | ------------- | --- | - | - | - | - | -- | -- | ---- |  | -------------------------- | --- | --- | --- | --- |
| 1    | Guinée        | 12  | 6 | 3 | 3 | 0 | 8  | 4  | +4   |  | Guinée                     |     | 1-1 | 1-0 | 2-0 |
| 2    | Côte d'Ivoire | 11  | 6 | 3 | 2 | 1 | 12 | 5  | +7   |  | Côte d'Ivoire              | 2-3 |     | 4-0 | 3-0 |
| 3    | Centrafrique  | 6   | 6 | 1 | 3 | 2 | 4  | 8  | -4   |  | Centrafrique               | 0-0 | 0-0 |     | 2-1 |
| 4    | Rwanda        | 2   | 6 | 0 | 2 | 4 | 5  | 12 | -7   |  | Rwanda                     | 1-1 | 1-2 | 2-2 |     |

## Résultats
1re journée :
| Samedi 10 juin 2017 | Côte d'Ivoire   | 2 - 3 | Guinée                              | Stade de Bouaké, Bouaké                |                                        |
| 18:00 GMT           | Doumbia 14e 61e | (1-1) | 31e Diallo · 65e Kamano · 78e Keita | Arbitrage : Hélder Martins de Carvalho | Arbitrage : Hélder Martins de Carvalho |
| 18:00 GMT           | Rapport         |       |                                     | Arbitrage : Hélder Martins de Carvalho | Arbitrage : Hélder Martins de Carvalho |

| Dimanche 11 juin 2017 | Centrafrique             | 2 - 1 | Rwanda     | Complexe Sportif Barthélemy Boganda, Bangui |                          |
| 15:00 UTC+1           | Gourrier 46e · Keita 93e | (1-0) | 91e Sugira | Arbitrage : Antoine Effa                    | Arbitrage : Antoine Effa |
| 15:00 UTC+1           | Rapport                  |       |            | Arbitrage : Antoine Effa                    | Arbitrage : Antoine Effa |

2e journée :
| 9 septembre 2018 | Rwanda     | 1 - 2 | Côte d'Ivoire           | Stade Régional Nyamirambo, Kigali |                            |
| 15h30 (UTC+2)    | Kagere 66e | (0-1) | 45e Kodjia · 49e Gradel | Arbitrage : Jackson Pavaza        | Arbitrage : Jackson Pavaza |
| 15h30 (UTC+2)    | Rapport    |       |                         | Arbitrage : Jackson Pavaza        | Arbitrage : Jackson Pavaza |

| 9 septembre 2018 | Guinée     | 1 - 0 | Centrafrique | Stade du 28-Septembre, Conakry |                              |
| 16h30 (UTC)      | Soumah 65e | (0-0) |              | Arbitrage : Mustapha Ghorbal   | Arbitrage : Mustapha Ghorbal |
| 16h30 (UTC)      | Rapport    |       |              | Arbitrage : Mustapha Ghorbal   | Arbitrage : Mustapha Ghorbal |

3e journée :
| 12 octobre 2018 | Côte d'Ivoire                                       | 4 - 0 | Centrafrique | Stade de la Paix, Bouaké         |                                  |
|                 | Kodjia 26e · Bailly 52e · Doukouré 58e · Cornet 75e | (1-0) |              | Arbitrage : Alex Muhabi Nsulumbi | Arbitrage : Alex Muhabi Nsulumbi |
|                 | Rapport                                             |       |              | Arbitrage : Alex Muhabi Nsulumbi | Arbitrage : Alex Muhabi Nsulumbi |

| 12 octobre 2018 | Guinée                        | 2 - 0 | Rwanda | Stade du 28-Septembre, Conakry       |                                      |
|                 | Kamano 37e (pen.) · Cissé 72e | (1-0) |        | Arbitrage : El Fadil Mohamed Hussein | Arbitrage : El Fadil Mohamed Hussein |
|                 | Rapport                       |       |        | Arbitrage : El Fadil Mohamed Hussein | Arbitrage : El Fadil Mohamed Hussein |

4e journée :
| 16 octobre 2018 | Centrafrique | 0 - 0 | Côte d'Ivoire | Complexe Sportif Barthélemy Boganda, Bangui |                           |
|                 |              | (0-0) |               | Arbitrage : Janny Sikazwe                   | Arbitrage : Janny Sikazwe |
|                 | Rapport      |       |               | Arbitrage : Janny Sikazwe                   | Arbitrage : Janny Sikazwe |

| 16 octobre 2018 | Rwanda        | 1 - 1 | Guinée    | Stade Régional Nyamirambo, Kigali |                             |
|                 | Tuyisenge 77e | (0-1) | 31e Kanté | Arbitrage : Bernard Camille       | Arbitrage : Bernard Camille |
|                 | Rapport       |       |           | Arbitrage : Bernard Camille       | Arbitrage : Bernard Camille |

5e journée :
| 18 novembre 2018 | Guinée      | 1 - 1 | Côte d'Ivoire | Stade du 28-Septembre, Conakry |                            |
|                  | Yattara 11e | (1-1) | 21e Seri      | Arbitrage : Redouane Jiyed     | Arbitrage : Redouane Jiyed |
|                  | Rapport     |       |               | Arbitrage : Redouane Jiyed     | Arbitrage : Redouane Jiyed |

| 18 novembre 2018 | Rwanda            | 2 - 2 | Centrafrique                  | Stade Huye, Butare        |                           |
|                  | Tuyisenge 10e 45e | (2-1) | 27e Habibou · 90+5e Kondogbia | Arbitrage : Boubou Traoré | Arbitrage : Boubou Traoré |
|                  | Rapport           |       |                               | Arbitrage : Boubou Traoré | Arbitrage : Boubou Traoré |

6e journée :
| 23 mars 2019 | Côte d'Ivoire                     | 3 - 0 | Rwanda | Stade Félix-Houphouët-Boigny, Abidjan |                                |
|              | Pépé 7e · Bailly 67e · Cornet 72e | (1-0) |        | Arbitrage : Tsegay Mogos Teklu        | Arbitrage : Tsegay Mogos Teklu |
|              | Rapport                           |       |        | Arbitrage : Tsegay Mogos Teklu        | Arbitrage : Tsegay Mogos Teklu |

| 24 mars 2019 | Centrafrique | 0 - 0 | Guinée | Complexe Sportif Barthélemy Boganda, Bangui |                              |
|              |              | (0-0) |        | Arbitrage : Juste Ephrem Zio                | Arbitrage : Juste Ephrem Zio |
|              | Rapport      |       |        | Arbitrage : Juste Ephrem Zio                | Arbitrage : Juste Ephrem Zio |

## Liste des buteurs
3 buts
- Jacques Tuyisenge

2 buts
- Éric Bailly
- Maxwel Cornet
- Seydou Doumbia
- Jonathan Kodjia
- François Kamano

1 but
- Junior Gourrier
- Salif Keita
- Habib Habibou
- Geoffrey Kondogbia
- Cheick Doukouré
- Max-Alain Gradel
- Nicolas Pépé
- Jean Michaël Seri
- Ibrahima Cissé
- Abdoulaye Sadio Diallo
- José Kanté
- Naby Keita
- Seydouba Soumah
- Mohamed Yattara
- Meddie Kagere
- Ernest Sugira